# Bataille d'Evesham
Seconde guerre des Barons
Batailles
- Lewes
- Evesham
- Kenilworth
- Chesterfield (en)

La bataille d'Evesham se déroule le 4 août 1265 près d'Evesham, dans le Worcestershire. Cet affrontement de la seconde guerre des Barons oppose les partisans du roi Henri III, conduites par son fils, le prince Édouard, aux barons révoltés dirigés par Simon de Montfort.
Elle se solde par la victoire des royalistes, qui bénéficient de l'avantage du nombre et d'un terrain favorable. Les rebelles sont massacrés, leur chef tué et son cadavre mutilé par les vainqueurs. Après cette défaite, la révolte des barons perd en gravité, mais des affrontements sporadiques prennent encore place jusqu'en 1267.

## Contexte

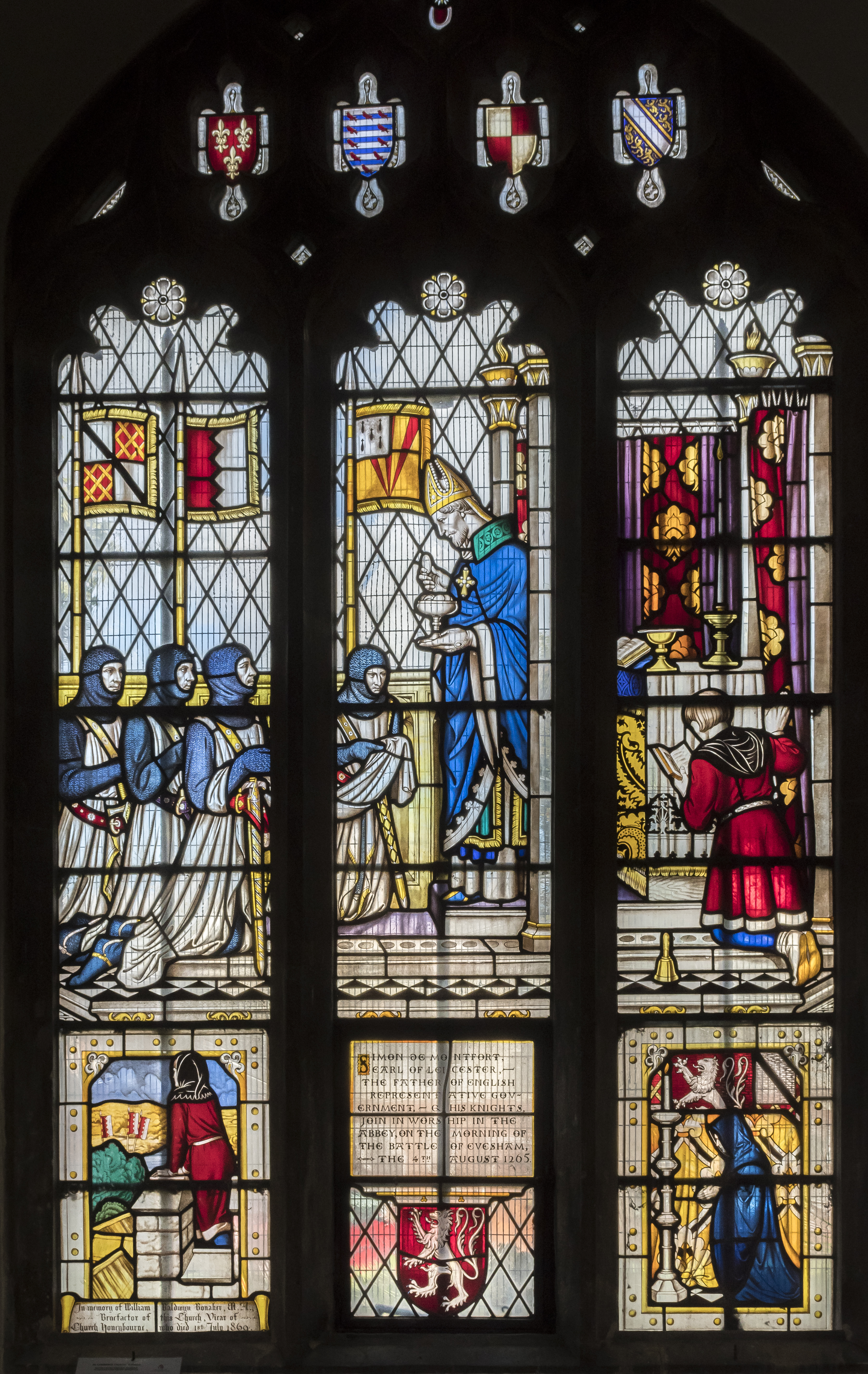
Ce vitrail de l' montre Simon de Montfort et ses hommes recevant la communion à la veille de la bataille.

Après sa victoire sur les armées royales à la bataille de Lewes, le 14 mai 1264, le comte de Leicester Simon de Montfort occupe un rôle prépondérant dans le gouvernement du royaume d'Angleterre. Le roi Henri III est son prisonnier, de même que son fils le prince Édouard et son frère le comte Richard de Cornouailles. Cependant, sa position n'est pas assurée et il perd plusieurs alliés cruciaux au cours de l'année 1265. Le comte de Derby Robert de Ferrières est emprisonné à la Tour de Londres en février et le comte de Gloucester Gilbert de Clare rallie le camp royaliste au mois de mai,. Le prince Édouard parvient à s'évader grâce à son aide.
Devant faire face à une révolte des barons des Marches galloises, Simon de Montfort sollicite le soutien militaire du prince de Galles Llywelyn ap Gruffydd. Ce dernier exige pour prix de son assistance la reconnaissance de son titre princier, ainsi que tous les territoires acquis durant cette campagne. De Montfort accepte les conditions du prince gallois, ce qui le rend très impopulaire auprès des Anglais. De son côté, le prince Édouard prend la tête des troupes royales et parvient à s'emparer de la ville de Gloucester le 29 juin.
L'objectif de Simon de Montfort est alors de faire la jonction avec les troupes de son fils Simon le Jeune avant d'affronter les forces royales, mais Simon le Jeune progresse trop lentement depuis Londres. Il finit par atteindre le château de Kenilworth, bastion des barons révoltés. Ses hommes, dont une grande partie campent au pied des murs, subissent de lourdes pertes lorsqu'ils sont attaqués par le prince Édouard le 1er août.
Après ce succès, Édouard se dirige vers le sud. Il utilise les étendards pris aux troupes de Simon le Jeune à Kenilworth pour faire croire à son père à l'arrivée de renforts. Ce faisant, il piège Simon de Montfort à Evesham, dans un méandre de l'Avon. Les armées royales contrôlant le seul pont permettant de franchir le fleuve, leurs adversaires ne peuvent battre en retraite et doivent accepter de livrer bataille.

## La bataille
Ayant appris de leur défaite à Lewes, les royalistes prennent position en hauteur. Ils se déploient le long de la crête de Green Hill, juste au nord de la ville d'Evesham. L'aile gauche est commandée par le prince Édouard et l'aile droite, par le comte de Gloucester. Le matin du 4 août, vers 8 h, Simon de Montfort sort d'Evesham alors qu'un orage commence à éclater. Ses hommes portent la croix blanche, symbole de la faveur divine qui leur a déjà servi d'emblème à Lewes. Leurs adversaires ont pris exemple sur eux et arborent quant à eux une croix rouge.
Le prince Édouard dispose d'environ 10 000 hommes, alors que Simon de Montfort n'en commande que la moitié. En nette infériorité numérique, ce dernier décide de concentrer ses forces sur le centre des lignes ennemies dans l'espoir de parvenir à le traverser. Cette tactique fonctionne dans un premier temps, mais les rebelles perdent rapidement l'avantage, d'autant que les fantassins gallois fournis par Llywelyn désertent vers le début de l'affrontement. Les deux ailes de l'armée royale se referment sur l'ennemi et l'encerclent, donnant lieu à un véritable massacre.

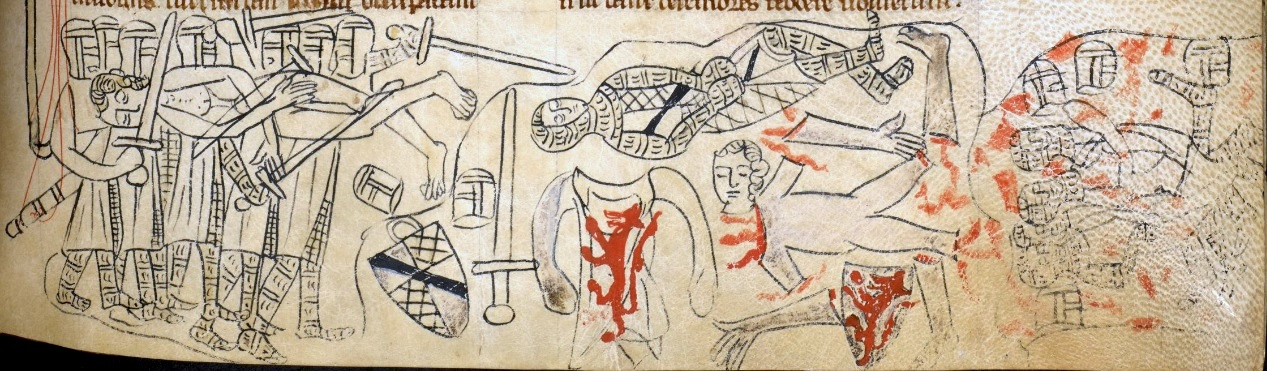
Enluminure du XIIIe siècle représentant le cadavre mutilé de Simon de Montfort et celui de Hugues le Despenser.

Les partisans du roi ont encore à l'esprit leur cuisante défaite à Lewes, qui les a remplis d'amertume et de rancœur. C'est pourquoi, contrairement à ce qui se fait généralement à l'époque, les barons rebelles qui tentent de se rendre sont tués plutôt que faits prisonniers pour être ensuite rançonnés. L'une des premières victimes est Henri de Montfort (en), l'un des fils de Simon. Ce dernier, tombé à bas de son cheval, est lui aussi tué l'épée à la main. Les royalistes mutilent son cadavre en lui tranchant la tête, les testicules, les mains et les pieds. Le roi Henri, habillé aux couleurs des rebelles, manque d'être lui aussi tué, mais il est sauvé par Roger de Leybourne.

## Conséquences

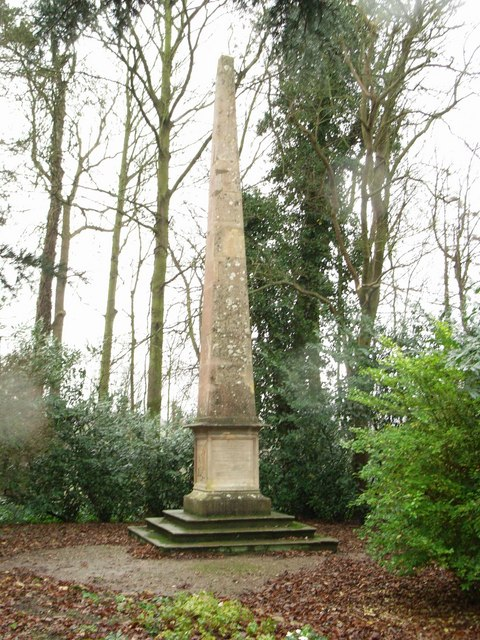
Un obélisque commémoratif a été érigé dans les années 1840 par Edward Rudge sur le champ de bataille.

La défaite et la disparition de Simon de Montfort redonnent l'avantage au roi et à ses fidèles. Réuni à Winchester en septembre, le Parlement déshérite tous les participants à la rébellion. Simon le Jeune tente en vain de poursuivre la révolte dans le Lincolnshire et les derniers barons rebelles se réfugient au château de Kenilworth, une forteresse quasiment inexpugnable. Le siège de Kenilworth se prolonge pendant plusieurs mois, jusqu'à ce que la faim contraigne les défenseurs du château à se rendre le 14 décembre. Un accord est conclu, le dictum de Kenilworth (en), par lequel les rebelles se voient offrir la possibilité de racheter leurs manoirs confisqués.
La bataille d'Evesham est le dernier affrontement majeur de la seconde guerre des Barons. Elle met un terme à la résistance baronniale contre Henri III et permet à l'Angleterre d'entrer dans une période de paix et de prospérité qui dure jusqu'au début des années 1290.
Le champ de bataille est au début du XXIe siècle une propriété privée, mais il est traversé par un chemin ouvert au public.